# Konstantin Kalinin

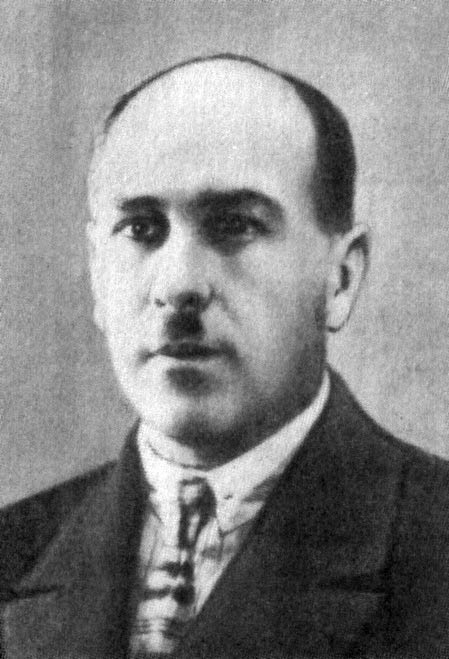
Konstantin Kalinin

Konstantin Alekseevich Kalinin (✰ Valuiki; 17 de dezembro de 1889; ✝ Voronezh, 21 de abril de 1940), foi um aviador da Primeira Guerra Mundial e projetista de aviões soviético.
Kalinin se graduou na Escola Militar de Odessa em 1912, na Escola Militar de Aviação de Gatchina em 1916, e no Instituto Politécnico de Kiev em 1925. Durante a Guerra Civil de 1918–1920 ele foi piloto do Exército Vermelho. Se tornou membro do PCUS em 1927. Em 1926 ele organizou e liderou um escritório de projetos na Carcóvia, Ucrânia. Ele projetou o Kalinin K-4, o Kalinin K-5 e o Kalinin K-7. 
Kalinin foi um dos fundadores e primeiros professores do Instituto de Aviação da Carcóvia. Ele foi condecorado com a Ordem da Bandeira Vermelha do Trabalho. Ele foi executado como "inimigo do estado" em 1938, no Grande Expurgo. De acordo com os registros soviéticos "oficiais", ele morreu em 1940.